# 11980 Ellis
11980 Ellis è un asteroide della fascia principale. Scoperto nel 1995, presenta un'orbita caratterizzata da un semiasse maggiore pari a 2,4617979 UA e da un'eccentricità di 0,1057499, inclinata di 6,43745° rispetto all'eclittica.